# Michelozzo
Michele di Bartolomeo Michelozzi, detto Michelozzo (Firenze, 1396 – Firenze, 7 ottobre 1472), è stato uno scultore e architetto italiano, da non confondere col suo quasi contemporaneo Melozzo, pittore ed anch'egli architetto.
Insieme a Masolino da Panicale e Lorenzo Ghiberti ebbe un ruolo fondamentale nella diffusione del linguaggio rinascimentale: valutò positivamente la precedente cultura gotica, ma la corresse e la riordinò secondo i nuovi principi, adottando nelle sue architetture i moduli brunelleschiani derivati dallo studio dell'antico, ma smussandone le punte estreme, metodo ripreso successivamente da Giuliano da Maiano e Giuliano da Sangallo. Le sue creazioni architettoniche, in misura maggiore di quelle dell'Alberti, furono un punto di partenza per tutte le successive creazioni.

## Biografia
Per l'architettura, il linguaggio in cui si formò fu sia quello brunelleschiano, da cui riprese sia l'accordo dei volumi che il contrasto coloristico tra strutture portanti in pietra serena e pareti bianche, sia quello gotico, in special modo dei grandi ordini mendicanti, da cui riprese l'utilizzo dell'unica navata e la sobria decorazione. Il linguaggio rinascimentale veniva così depurato dalle sue punte più innovative e smussato secondo anche un certo gusto della committenza.
Tra il 1420 e il 1427 realizzò la chiesa di San Francesco al Bosco ai Frati a San Piero a Sieve, ad aula unica, divisa in quattro campate con abside poligonale, in cui predomina una nitida scansione geometrica dei volumi. Il suo lavoro, spesso in compagnia di Donatello, interessò molti possedimenti medicei in Mugello, ivi compresi i luoghi dove avevano patronati; fu un lavoro lungo anche se non continuativo che lo impegnò per moltissimi anni e di cui ancora non si sono analizzate compiutamente tutte le residue tracce architettoniche.

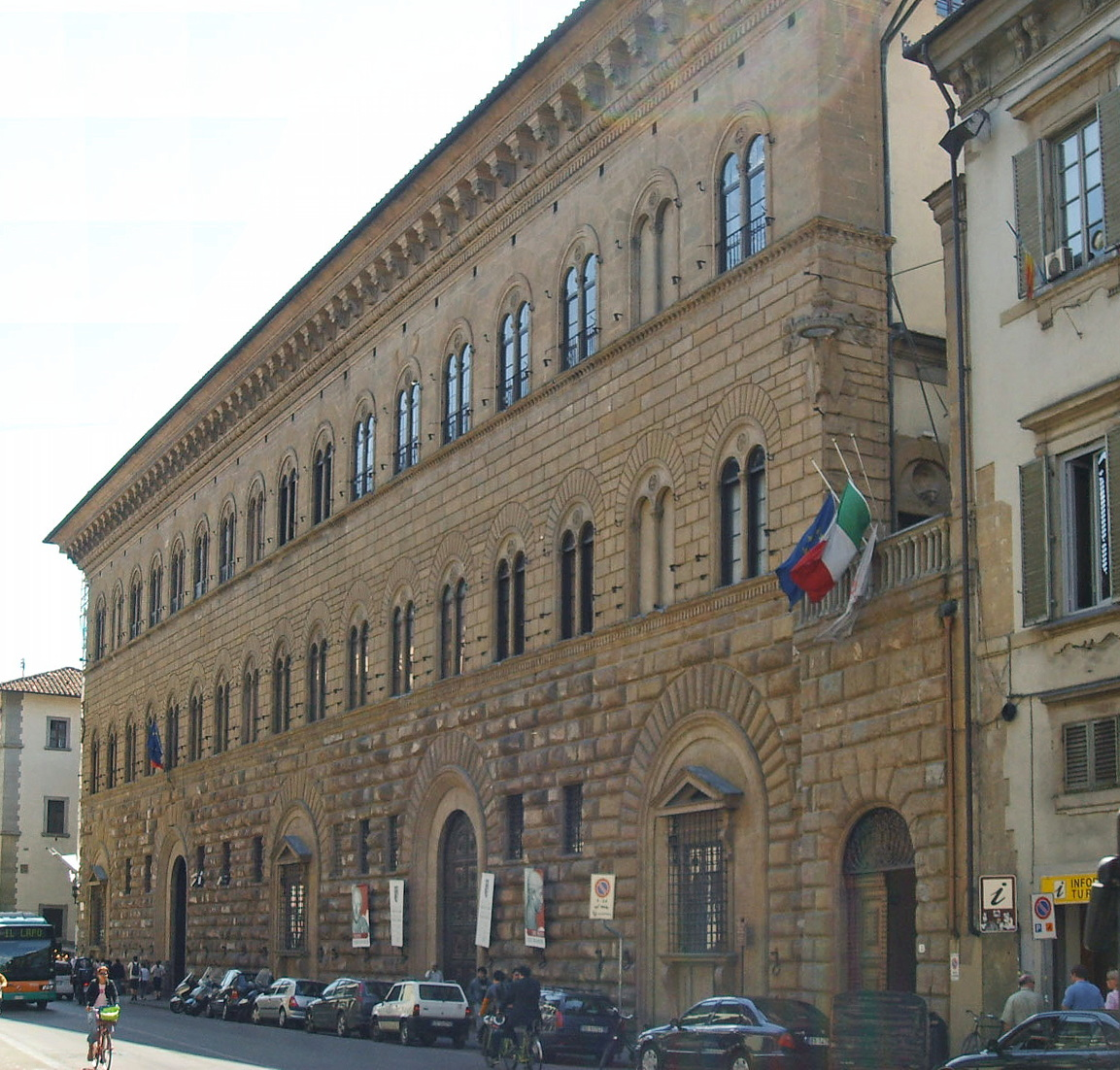
Palazzo Medici Riccardi, Firenze

Negli anni tra il 1417 ed il 1424 operò come assistente del Ghiberti. Nel 1425 iniziò un sodalizio artistico con Donatello condividendo con lui una bottega (1425-1433). I due lavorarono a fianco al monumento funebre dell'antipapa Giovanni XXIII (1422-1428 circa); al sepolcro del cardinale Rainaldo Brancaccio eseguito da Donatello e Michelozzo con l'aiuto di Pagno di Lapo Portigiani databile al 1426-1428 e conservato nella chiesa di Sant'Angelo a Nilo di Napoli, al pulpito del Duomo di Prato (1428-1438).
Michelozzo accompagnò Cosimo il Vecchio nel suo esilio a Venezia nel 1433: il favore di quest'ultimo, che commissionò tutte le maggiori opere dell'architetto, sembra essere nato proprio durante l'esilio. Al suo ritorno a Firenze, Michelozzo venne incaricato della ristrutturazione del Convento di San Marco, eseguita tra il 1436 e il 1443. La biblioteca, completata nel 1454, fu costruita a tre navate con colonne ioniche e archi in pietra serena, è organizzata su direttrici longitudinali, la luce entra da grandi finestre laterali per illuminare i banconi reggilibro lignei: questo tipo di biblioteca stabilisce la tipologia della biblioteca rinascimentale.
Del 1444 è la sistemazione della chiesa della Santissima Annunziata, dove chiudendo con diaframmi murari i valichi delle navatelle trasformò la vecchia chiesa gotica a tre navate, in una chiesa ad aula unica con cappelle laterali, e collaborò con altri scultori all'allestimento dell'edicola della Santissima Annunziata, altra opera che rappresentò un modello per numerose altre realizzazioni; ancora oggi l'opera è ben conservata sotto le aggiunte barocche; in seguito su richiesta del superiore dei Servi di Maria progettò ed in parte realizzò una rotonda innestata al capocroce, la cui pianta riprende il ninfeo romano noto come tempio di Minerva Medica. Leon Battista Alberti proseguì i lavori con lo sfondamento dei muri per far affacciare la rotonda direttamente sulla navata centrale.
Tra il 1444 e il 1464 realizzò la residenza medicea in via Larga, ora via Cavour. Il palazzo, noto ora col nome di Palazzo Medici Riccardi, presenta tre piani sovrapposti diversificati dallo spessore decrescente del bugnato da rustico a liscio e con finestre a bifora su arco a tutto sesto. Nel palazzo Medici il bugnato è molto più sporgente e le superfici piane prevalgono nettamente sui vuoti delle finestre, così che il palazzo, forse anche per il volere del committente, risulta più austero (a questo schema sono riconducibili il Palazzo Strozzi e quello Gondi, sempre a Firenze).
Il progetto originale del palazzo era stato commissionato a Brunelleschi, ma la leggenda vuole che fosse risultato troppo sfarzoso per i Medici, che aspiravano copertamente alla signoria. La realizzazione finale di Michelozzo sarebbe una riduzione del progetto brunelleschiano.
Nel 1446 fu nominato capomastro del duomo succedendo a Brunelleschi.

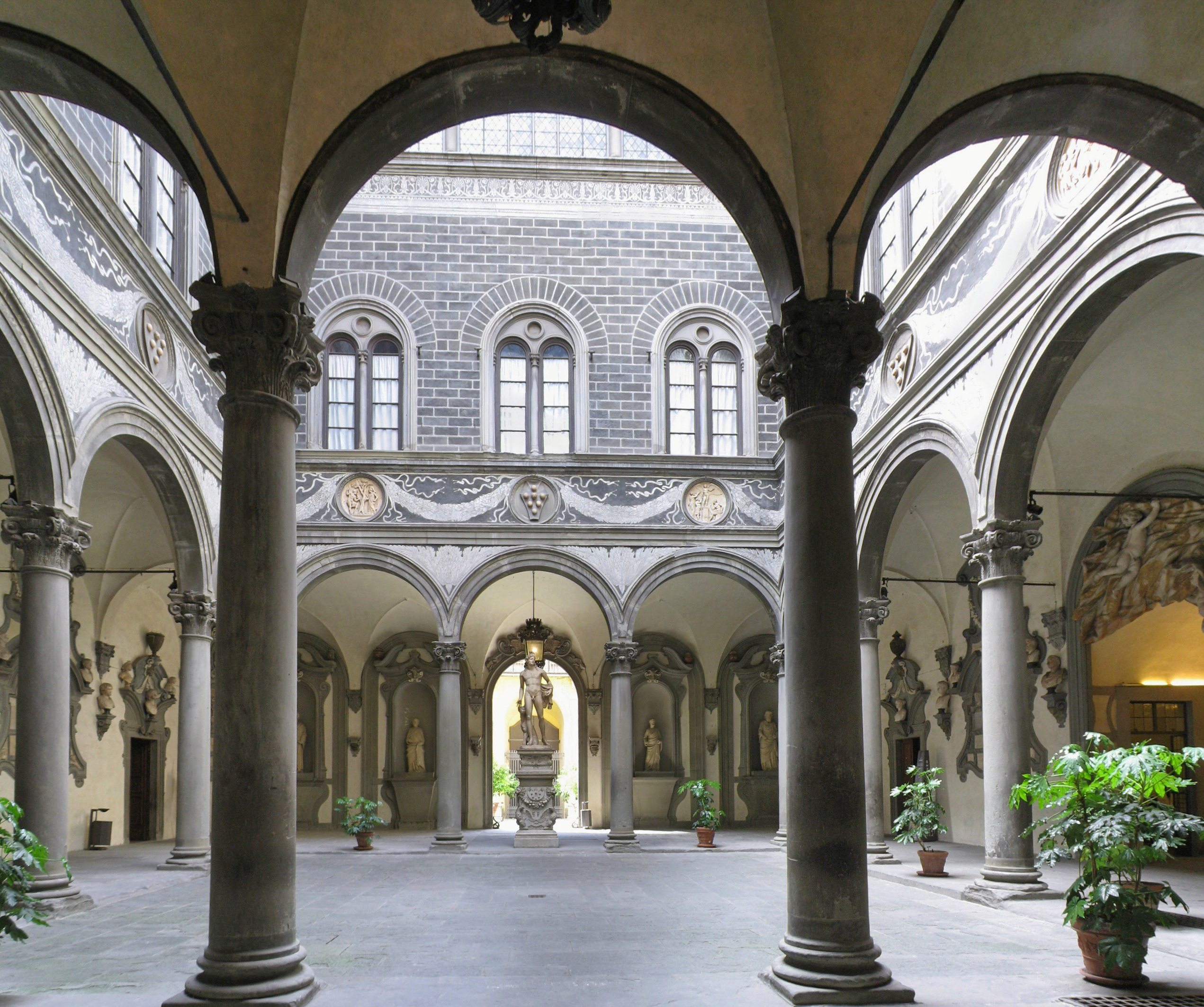
Cortile di Palazzo Medici

Michelozzo ristrutturò e costruì ex novo ville e castelli medicei nel contado, adattando le residenze di campagna, fuori dalle mura cittadine, a luoghi di piacere e svago. In queste si rifece al modello del castello merlato con le parti superiori aggettanti con pianta regolare. Tra il 1427 e il 1436 circa realizzò quella del Trebbio; del 1451 è la Villa di Cafaggiolo, nei pressi di Firenze, con torri asimmetriche e portale inquadrato da una raggiera di conci in bugnato rustico; nel 1457 quella di Careggi e infine la Villa Medici a Fiesole è del 1458 (quest'ultima è di attribuzione incerta).
Si è ritenuto che fossero suoi i progetti per il Banco mediceo e della cappella Portinari in Sant'Eustorgio a Milano portando così l'architettura rinascimentale fiorentina nel nord-Italia, ma senza sicuro fondamento; la recente critica le ritiene opere di Guiniforte Solario di altri.
Dal 1461 al 1464 Michelozzo si occupò della costruzione delle fortificazioni di Stagno, in Dalmazia, la più lunga muraglia medioevale in territorio europeo.
Probabilmente nel 1455 ebbe, dalla moglie Francesca Galigari, Bernardo Michelozzi, che poi divenne vescovo di Forlì.

## Opere
- Facciata del Palazzo Comunale di Montepulciano (ultimata nel 1440)
- Ristrutturazione del Convento di San Marco, 1436-1443, Firenze, Piazza San Marco 3
- Palazzo Medici Riccardi, 1444-1464, Firenze, Via Cavour 3
- Sistemazione della chiesa della Santissima Annunziata, 1444, Firenze
- Villa di Cafaggiolo, 1451, Barberino di Mugello
- Villa Medici a Fiesole, 1458, Fiesole
- Villa del Trebbio, 1427-1433[3], Scarperia

### Sculture
- Statua di san Giovanni Battista, 1452, argento, Firenze, Museo dell'Opera del Duomo